# Zollwesen
Das Zollwesen ist ein Teilbereich der öffentlichen Verwaltung.
Aufgabe des Zollwesens ist die Regelung der Einfuhr und Ausfuhr von Gütern und damit verbunden auch die Erhebung von Zollabgaben und Verbrauchsteuern.
Für die Durchführung und Einhaltung der Zollbestimmungen sind in Deutschland die Bundeszollverwaltung und ihr unterstellte Behörden zuständig.

## Geschichte

### 19. Jahrhundert

#### 1. Januar 1834
Zusammenschluss des Norddeutschen Zollverein und des Süddeutschen Zollvereins zum Deutschen Zollverein. Ab diesem Zeitpunkt kann man erstmals von einem deutschen Zollsystem sprechen. Seine Grundlage bildete das Zollgesetz von 1818.

#### 1. Juli 1869
Abschluss der Neuordnung des Zollvereins durch das Vereinszollgesetz, dessen Grundzüge sich bis in die heutige Zeit erhalten haben. Die Neuordnung war durch die Auflösung des Deutschen Bundes (1866) und die Gründung des Norddeutschen Bundes (1867) erforderlich geworden.

### 20. Jahrhundert

#### 1. März 1906
Inkrafttreten des Bülow-Tarifs und Ablösung des Zolltarifs von 1832. Bemessungsgrundlagen waren Gewicht, Maß oder Stückzahl. Es trat außer Kraft, als 1951 das Wertzollsystem eingeführt wurde.

#### 20. März 1939
Ablösung des Vereinszollgesetzes durch ein Zollgesetz, das sich im Wesentlichen auf eine systematische Neuordnung des Stoffes und Neuformulierung unter Anpassung an die Entwicklung von Gesetzgebung und Rechtsprechung beschränkte.

#### 6. September 1950
Schaffung der Bundeszollverwaltung durch das Finanzverwaltungsgesetz (FVG)

#### 18. April 1951
Belgien, die BR Deutschland, Frankreich, Italien, Luxemburg und die Niederlande unterzeichnen den Vertrag über einen gemeinsamen Markt für den Bereich der Montanwaren. Der Vertrag tritt am 23. Juli 1952 in Kraft. Das Ziel der Europäischen Gemeinschaft für Kohle und Stahl (EGKS) oder Montanunion, der Abbau der Binnenzölle und ein gemeinsames Verfahren bei der Festsetzung von Außenzöllen sind verwirklicht.

#### 1. Oktober 1951
Beitritt der BR Deutschland General Agreement on Tariffs and Trade vom 30. Oktober 1947, einem völkerrechtlichen Abkommen, das die weltweite Beseitigung tarifärer und nicht tarifärer Handelshemmnisse zum Gegenstand hat.

#### 17. Dezember 1951
Beitritt der BR Deutschland zum Abkommen über das Zolltarifschema (gekürztes Zolltarifschema von 1950), dem Abkommen über Zusammenarbeit auf dem Gebiet des Zollwesens (Brüsseler Zoll-Rat).

#### 25. März 1957
Die EGKS-Staaten unterzeichnen in Rom die Verträge zur Gründung der Europäischen Wirtschaftsgemeinschaft (EWG) und der Europäischen Atomgemeinschaft (EAG).

#### 1. Januar 1962
Das Zollgesetz vom 14. Juni 1961 tritt in Kraft. 

#### 18. Mai 1970
Das Zollgesetz wird neu gefasst. Durchführungsvorschriften zum ZG sind die Allgemeine Zollordnung vom 29. November 1961, die VO über die Zollgrenze, die Zollbinnenlinie und die der Grenzaufsicht unterworfenen Gebiete vom 22. Dezember 1961 und die VO über die Prüfungsverfahren zur Anwendung von Antidumping- und Ausgleichszollsätze vom 5. Dezember 1963.

#### 1. Juli 1973
Inkrafttreten des Freihandelsabkommens zwischen EG und Norwegen (Europäische Wirtschaftsgemeinschaft).

#### 1. Juli 1977
Großbritannien, Dänemark und Irland werden Vollmitglieder der EG.
Verwirklichung der „großen Freihandelszone“ für Waren der Kapitel 25–99 GZT zwischen der EG und den Rest-EFTA-Staaten.

#### 1. Juli 1980
Inkrafttreten des neuen auf dem GATT-Kodex basierenden Zollwertrechts.

#### 1. Januar 1981
Beitritt Griechenlands zur EG

#### 14. Juni 1985
Das Schengener Abkommen wird verabschiedet.

#### 1. Januar 1986
Beitritt Spaniens und Portugal zur EG.

#### 1. Juli 1987
Die „Einheitliche Europäische Akte“(EEA) tritt in Kraft. Ziel: Ab 1. Januar 1993 gemeinsamer Binnenmarkt, keinerlei Beschränkungen des Verkehrs von Waren, Personen und Kapital, Niederlassungsfreiheit für alle Unternehmer und Freiberuflichen in der EG.

#### 1. Januar 1988
Inkrafttreten des neuen GATT basierenden Harmonisierten Systems zur Bezeichnung und Codierung von Waren des internationalen Handels.
Inkrafttreten der Regelungen über die Anwendung des Einheitspapiers in der EG und den EFTA-Staaten.

#### 14. Oktober 1990
Inkrafttreten des Einigungsvertrages zwischen der BRD und der DDR.

#### 10. Dezember 1991
Konferenz der Staats- und Regierungschefs in Maastricht.
Dort wird beschlossen, dass zur politischen Union nun auch eine Wirtschafts- und Währungsunion kommen soll.

#### 1. Januar 1994
Inkrafttreten des Zollkodex und der Durchführungsverordnung zum Zollkodex. Ablösung der nationalen zollrechtlichen Regelungen.

#### 1. Januar 1995
An den Außengrenzen der EG wird das Schengener Abkommen realisiert.
Beitritt von Österreich, Finnland und Schweden zur EG

#### 1. Juli 1996
Ausdehnung des Übereinkommens EWG-EFTA „Gemeinsames Versandverfahren“ und „Einheitspapier“ mit Wirkung vom Juli 1996 auf Ungarn, Polen, die Slowakische Republik und die Tschechische Republik

#### 1. Mai 2004
Beitritt von zehn neuen EU-Staaten
(Estland, Lettland, Litauen, Polen, Tschechien, Slowakei, Ungarn, Slowenien, Malta und Zypern)

#### 1. Januar 2007
Beitritt von Rumänien und Bulgarien zur EG